# Krzysztof Grygajtis
Krzysztof Roman Grygajtis (ur. 2 września 1953 w Legnicy, zm. 19 maja 2011 we Wrocławiu) – polski historyk i politolog, specjalizujący się w problematyce Europy Środkowo-Wschodniej i Wschodniej, historii polskiej myśli politycznej w XIX i XX w., problematyce mniejszości narodowych oraz w historii stosunków międzynarodowych i doktrynach politycznych; nauczyciel akademicki związany z uczelniami w Częstochowie, Krakowie, Wrocławiu i Nysie.

## Życiorys
Urodził się w 1953 roku w Legnicy w rodzinie repatriantów z Kresów Wschodnich II Rzeczypospolitej. W mieście tym spędził dzieciństwo i wczesną młodość kończąc kolejno szkołę podstawową i średnią (Absolwent I LO w Legnicy). W 1973 roku po pomyślnie zdanym egzaminie maturalnym rozpoczął studia historyczne na Wydziale Filozoficzno-Historycznym Uniwersytetu Wrocławskiego, specjalizując się w geografii i kartografii historycznej które ukończył w 1977 roku magisterium. Następnie podjął pracę na macierzystej uczelni w Instytucie Historii. W 1988 roku na Wydziale Filozoficzno-Historycznym Uniwersytetu Wrocławskiego uzyskał stopień naukowy doktora nauk humanistycznych w zakresie historii na podstawie pracy pt. Dzieje osadnictwa tatarskiego na ziemiach polskich, litewskich i ruskich do końca XVIII wieku. W międzyczasie został adiunktem w Instytucie Historii na Wydziale Filozoficzno-Historycznym Wyższej Szkoły Pedagogicznej w Częstochowie (od 2004 roku Akademia im. Jana Długosza w Częstochowie). Naukowo związany z wileńsko-poznańską szkołą historyczną profesorów Henryka Łowmiańskiego i Jerzego Ochmańskiego oraz z seminarium prof. Jacka Sobczaka. W 2002 roku Rada Wydziału Nauk Społecznych Uniwersytetu im. Adama Mickiewicza w Poznaniu nadała mu stopień doktora habilitowanego nauk humanistycznych w zakresie nauk o polityce na podstawie rozprawy pt. Polskie idee federacyjne i ich realizacja w XIX i XX wieku.
Przez pewien czas pracował także jako profesor nadzwyczajny w Wyższej Szkole Humanistycznej we Wrocławiu oraz do końca zatrudniony był w Krakowskiej Akademii im. Andrzeja Frycza Modrzewskiego, gdzie został powołany na stanowisko dyrektora Instytutu Studiów Wschodnich oraz Kierownika Katedry Obszaru Wspólnoty Niepodległych Państw na Wydziale Stosunków Międzynarodowych Krakowskiej Akademii. W 2006 roku rozpoczął pracę zawodową na drugim etacie w Instytucie Historii Państwowej Wyższej Szkoły Zawodowej w Nysie. Zmarł po krótkiej i ciężkiej chorobie 19 maja 2011 we Wrocławiu. Został pochowany na tamtejszym cmentarzu komunalnym przy ul. Kiełczowskiej.

## Dorobek naukowy
Jego zainteresowania naukowe koncentrowały się wokół problematyki związanej z Europą Środkowo-Wschodnią i Wschodnią. W swojej pracy dydaktycznej podkreślał związki i łączył metody badań nauki o stosunkach międzynarodowych z naukami politycznymi oraz z naukami historycznymi. Był autorem ponad stu prac z zakresu historii i nauk politycznych. Do najważniejszych z nich należą:
- Sowiecka strategia geopolityczna w Europie a Polska (1923-1943), Elbląg 2006.
- Polskie idee federacyjne i ich realizacja w XIX i XX w., Częstochowa 2001.
- Józef Stalin oraz sowiecka geopolityka i geostrategia lat 1924-1953, Nysa 2011.